# Кицорани (Прахова)
Кицорани (рум. Chițorani) насеље је у Румунији у округу Прахова у општини Буков. Oпштина се налази на надморској висини од 190 m.

## Становништво
Према подацима из 2002. године у насељу је живело 1184 становника, од којих су сви румунске националности.